# Trophée des AP Assurances 2018-2019
Navigation
2017-2018 2019-2020
Le Trophée des AP Assurances 2018-2019, officiellement DVV Verzekeringen Trofee 2018-2019 (IJsboerke Ladies Trophy 2018-2019  pour le challenge féminin) est la 32e édition du Trophée des AP Assurances (anciennement Trophée Gazet van Antwerpen et Trophée Banque Bpost). Il est composé de huit manches pour les hommes élites, espoirs et pour les femmes, toutes ayant lieu en Belgique entre le 1er novembre 2018 et le 9 février 2019. Toutes les courses élites et femmes font partie du calendrier de la saison de cyclo-cross masculine et féminine 2018-2019. L'ensemble des résultats obtenus lors des courses des élites hommes et femmes ainsi que pour les espoirs donne lieu à un classement général au temps et non par points comme auparavant. Les juniors, quant à eux, n'ont pas de classement officiel. 
Pour cette édition, le Jaarmarktcross de Niel fait son retour, tandis que le GP Mario De Clercq de Renaix et le GP Rouwmoer d'Essen disparaissent. Une nouvelle manche est également organisée à l'Université libre de Bruxelles.

## Hommes élites

### Résultats
| # | Date         | Lieu                                         | Vainqueur            | Deuxième               | Troisième              | Leader du classement général |
| - | ------------ | -------------------------------------------- | -------------------- | ---------------------- | ---------------------- | ---------------------------- |
| 1 | 1er novembre | Audenarde (Koppenbergcross)                  | Toon Aerts           | Michael Vanthourenhout | Wout van Aert          | Toon Aerts                   |
| 2 | 10 novembre  | Niel (Jaarmarktcross)                        | Mathieu van der Poel | Toon Aerts             | Laurens Sweeck         | Toon Aerts                   |
| 3 | 18 novembre  | Hamme-Zogge (Flandriencross)                 | Mathieu van der Poel | Tom Meeusen            | Laurens Sweeck         | Toon Aerts                   |
| 4 | 15 décembre  | Anvers (Scheldecross)                        | Mathieu van der Poel | Wout van Aert          | Toon Aerts             | Toon Aerts                   |
| 5 | 28 décembre  | Loenhout (Azencross)                         | Mathieu van der Poel | Wout van Aert          | Toon Aerts             | Toon Aerts                   |
| 6 | 1er janvier  | Baal (Grand Prix Sven Nys)                   | Mathieu van der Poel | Toon Aerts             | Laurens Sweeck         | Mathieu van der Poel         |
| 7 | 6 janvier    | Bruxelles (Brussels Universities Cyclocross) | Mathieu van der Poel | Toon Aerts             | Michael Vanthourenhout | Mathieu van der Poel         |
| 8 | 9 février    | Lille (Krawatencross)                        | Mathieu van der Poel | Michael Vanthourenhout | Toon Aerts             | Mathieu van der Poel         |

### Classement général
| Pos | Coureur                |    | Temps          |
| --- | ---------------------- | -- | -------------- |
| 1   | Mathieu van der Poel   | en | 8 h 7 min 41 s |
| 2   | Toon Aerts             | +  | 1 min 26 s     |
| 3   | Michael Vanthourenhout | +  | 5 min 50 s     |
| 4   | Laurens Sweeck         | +  | 8 min 21 s     |
| 5   | Lars van der Haar      | +  | 8 min 39 s     |
| 6   | Corné van Kessel       | +  | 9 min 46 s     |
| 7   | Tom Meeusen            | +  | 13 min 5 s     |
| 8   | Jens Adams             | +  | 13 min 12 s    |
| 9   | Kevin Pauwels          | +  | 16 min 21 s    |
| 10  | Eli Iserbyt            | +  | 18 min 29 s    |

## Femmes élites

### Résultats
| # | Date         | Lieu                                         | Vainqueur                  | Deuxième            | Troisième         | Leader du classement général |
| - | ------------ | -------------------------------------------- | -------------------------- | ------------------- | ----------------- | ---------------------------- |
| 1 | 1er novembre | Audenarde (Koppenbergcross)                  | Kim Van De Steene          | Alice Maria Arzuffi | Annemarie Worst   | Kim Van De Steene            |
| 2 | 10 novembre  | Niel (Jaarmarktcross)                        | Sanne Cant                 | Loes Sels           | Ellen Van Loy     | Kim Van De Steene            |
| 3 | 18 novembre  | Hamme-Zogge (Flandriencross)                 | Annemarie Worst            | Sanne Cant          | Ellen Van Loy     | Sanne Cant                   |
| 4 | 15 décembre  | Anvers (Scheldecross)                        | Denise Betsema             | Lucinda Brand       | Laura Verdonschot | Sanne Cant                   |
| 5 | 28 décembre  | Loenhout (Azencross)                         | Lucinda Brand              | Sanne Cant          | Denise Betsema    | Sanne Cant                   |
| 6 | 1er janvier  | Baal (Grand Prix Sven Nys)                   | Jolanda Neff               | Sanne Cant          | Nikki Brammeier   | Sanne Cant                   |
| 7 | 6 janvier    | Bruxelles (Brussels Universities Cyclocross) | Ceylin del Carmen Alvarado | Loes Sels           | Laura Verdonschot | Sanne Cant                   |
| 8 | 9 février    | Lille (Krawatencross)                        | Sanne Cant                 | Denise Betsema      | Loes Sels         | Sanne Cant                   |

### Classement général
| Pos | Coureuse                   |    | Temps          |
| --- | -------------------------- | -- | -------------- |
| 1   | Sanne Cant                 | en | 6 h 1 min 54 s |
| 2   | Loes Sels                  | +  | 1 min 35 s     |
| 3   | Nikki Brammeier            | +  | 5 min 3 s      |
| 4   | Laura Verdonschot          | +  | 7 min 56 s     |
| 5   | Ellen Van Loy              | +  | 9 min 42 s     |
| 6   | Katherine Compton          | +  | 14 min 58 s    |
| 7   | Eva Lechner                | +  | 15 min 45 s    |
| 8   | Alice Maria Arzuffi        | +  | 20 min 50 s    |
| 9   | Denise Betsema             | +  | 21 min 51 s    |
| 10  | Ceylin del Carmen Alvarado | +  | 23 min 11 s    |

## Hommes espoirs

### Résultats
| # | Date         | Lieu                                         | Vainqueur        | Deuxième         | Troisième            | Leader du classement général |
| - | ------------ | -------------------------------------------- | ---------------- | ---------------- | -------------------- | ---------------------------- |
| 1 | 1er novembre | Audenarde (Koppenbergcross)                  | Thymen Arensman  | Eddy Finé        | Ben Turner           | Thymen Arensman              |
| 2 | 10 novembre  | Niel (Jaarmarktcross)                        | Ben Turner       | Timo Kielich     | Thomas Mein          | Ben Turner                   |
| 3 | 18 novembre  | Hamme-Zogge (Flandriencross)                 | Timo Kielich     | Yentl Bekaert    | Jenko Bonne          | Lander Loockx                |
| 4 | 15 décembre  | Anvers (Scheldecross)                        | Niels Vandeputte | Timo Kielich     | Antoine Benoist      | Niels Derveaux               |
| 5 | 28 décembre  | Loenhout (Azencross)                         | Ben Turner       | Timo Kielich     | Loris Rouiller       | Niels Derveaux               |
| 6 | 1er janvier  | Baal (Grand Prix Sven Nys)                   | Ben Turner       | Lander Loockx    | Loris Rouiller       | Niels Derveaux               |
| 7 | 6 janvier    | Bruxelles (Brussels Universities Cyclocross) | Lander Loockx    | Toon Vandebosch  | Maik van der Heijden | Lander Loockx                |
| 8 | 9 février    | Lille (Krawatencross)                        | Thomas Pidcock   | Niels Vandeputte | Ben Turner           | Niels Derveaux               |

### Classement général
| Pos | Coureur              |    | Temps           |
| --- | -------------------- | -- | --------------- |
| 1   | Niels Derveaux       | en | 6 h 46 min 46 s |
| 2   | Lander Loockx        | +  | 1 min 10 s      |
| 3   | Andreas Goeman       | +  | 2 min 46 s      |
| 4   | Jarno Liessens       | +  | 6 min 16 s      |
| 5   | Jenko Bonne          | +  | 6 min 43 s      |
| 6   | Mathijs Wuyts        | +  | 6 min 47 s      |
| 7   | Maik van der Heijden | +  | 9 min 15 s      |
| 8   | Timo Kielich         | +  | 9 min 42 s      |
| 9   | Sander Lemmens       | +  | 9 min 54 s      |
| 10  | Loris Rouiller       | +  | 11 min 45 s     |

## Hommes juniors

### Résultats
| # | Date         | Lieu                                         | Vainqueur        | Deuxième               | Troisième            |
| - | ------------ | -------------------------------------------- | ---------------- | ---------------------- | -------------------- |
| 1 | 1er novembre | Audenarde (Koppenbergcross)                  | Yorben Lauryssen | Yente Peirens          | Joran Wyseure        |
| 2 | 10 novembre  | Niel (Jaarmarktcross)                        | Dante Coremans   | Cedric Vandesompel     | Michael Bervoets     |
| 3 | 18 novembre  | Hamme-Zogge (Flandriencross)                 | Thibau Nys       | Joran Wyseure          | Joachim Van Looveren |
| 4 | 15 décembre  | Anvers (Scheldecross)                        | Lars Boven       | Jelle Vermoote         | Yorben Lauryssen     |
| 5 | 28 décembre  | Loenhout (Azencross)                         | Ryan Cortjens    | Ben Tulett             | Lewis Askey          |
| 6 | 1er janvier  | Baal (Grand Prix Sven Nys)                   | Thibau Nys       | Gonzalo Inguanzo Macho | Ward Huybs           |
| 7 | 6 janvier    | Bruxelles (Brussels Universities Cyclocross) | Ryan Cortjens    | Witse Meeussen         | Wout Vervoort        |
| 8 | 9 février    | Lille (Krawatencross)                        | Thibau Nys       | Witse Meeussen         | Jetze Van Campenhout |